# Hans Baumann
Hans Baumann (* 22. April 1914 in Amberg; † 7. November 1988 in Murnau) war ein deutscher Lyriker, Komponist, Volksschullehrer und nationalsozialistischer Funktionär. Sein bekanntestes Lied, Es zittern die morschen Knochen, verfasste er schon als Mitglied der katholischen Jugendbewegung. Es wurde 1935 zum Lied der Deutschen Arbeitsfront und gilt heute als Kennzeichen verfassungswidriger Organisationen. 
Baumanns Erfolge und Tätigkeiten in der Zeit des Nationalsozialismus wirkten zeit seines Lebens nach. Er wurde gleichwohl nach 1945, teilweise unter Pseudonym, ein erfolgreicher und international anerkannter Kinder- und Jugendbuchautor und Übersetzer.

## Leben

### Frühe Jahre
Baumann war der Sohn eines Berufssoldaten. Seine gymnasiale Bildung erfuhr er in einer Lehrerbildungsanstalt, dem heutigen Max-Reger-Gymnasium in Amberg, und bestand 1933 das Abitur. Er war Mitglied im katholischen Jugendbund Bund Neudeutschland, später in der Hitler-Jugend. Baumanns kompositorisches Talent wurde bereits 1932 entdeckt, als er während einer Exerzitienübung einige eigene Lieder vortrug, darunter auch Es zittern die morschen Knochen, ein Lied, das 1935 zum Lied der Deutschen Arbeitsfront wurde. Der Jesuitenpater, der die Exerzitien geleitet hatte, gab Baumanns Lieder 1933 zum Druck.

### Nationalsozialismus
Baumann trat zum 1. Mai 1933 der NSDAP bei (Mitgliedsnummer 2.662.179). Er wurde Jungvolkführer und Referent im Kulturamt der Reichsjugendführung. 1933 wurde Baumann Lehrer in der einklassigen Volksschule in Voithenberghütte bei Furth im Wald, ab Frühjahr 1934 war er Volksschullehrer in Berlin. Dort war er schriftstellerisch und journalistisch in der Reichsjugendführung tätig, 1935 zunächst als Mitarbeiter der Abteilung Laienspiele, später als Referent für auslandsdeutsche Kulturarbeit. 1935 bewarb er sich beim SS-Sturm 11/75 und diente anschließend zwei Jahre bei der Wehrmacht in Potsdam. 1937 wurde er SS-Anwärter. Danach begann Baumann ein Studium der Geschichte und Philosophie an der Friedrich-Wilhelms-Universität Berlin, war aber zugleich weiter journalistisch-propagandistisch in der HJ-Führung aktiv. Während des Studiums war er gastweise Mitglied der Kameradschaft Gobler des NSD-Studentenbundes.
1939 bis 1945 diente er als Kompanieführer, meist in der Propagandakompanie 501 an der Ostfront. Im Oktober 1941 hielt Baumann beim von Propagandaminister Joseph Goebbels organisierten Weimarer Dichtertreffen einen Vortrag Von den Bewährungen des Dichters. Im selben Jahr erhielt er den Dietrich-Eckart-Preis für seinen Einsatz im Sinne des Nationalsozialismus.
Baumann schrieb und komponierte Lieder für die Hitler-Jugend und den Bund Deutscher Mädel, darunter auch zunächst als unverfänglich angesehene Lieder wie Nur der Freiheit gehört unser Leben, Hohe Nacht der klaren Sterne und Es geht eine helle Flöte. 1939 gab er im Auftrag des Oberkommandos der Wehrmacht das Liederbuch Morgen marschieren wir – Liederbuch des deutschen Soldaten heraus. Im Dezember 1942 kehrte Baumann nach Passau zurück, um Elisabeth Zoglmann in der Veste Oberhaus zu heiraten. Unter seinen Gästen war Hans Carossa. Mit Elisabeth Zoglmann hatte er eine gemeinsame Tochter.
Sein Erfolg als Autor von Jugendbüchern, die allesamt nach dem Krieg entstanden, internationale Anerkennung erfuhren und vielfach übersetzt wurden, blieb von seiner nationalsozialistischen Vergangenheit unbeeinträchtigt.

### Nach dem Zweiten Weltkrieg
1945 kehrte Baumann von der Ostfront zurück und wurde in Langres französischer Kriegsgefangener. Dort lernte er die moderne amerikanische Literatur kennen, erwarb weitreichende Kenntnisse der russischen Sprache und erlernte verschiedene Berufe (u. a. Holzschnitzer in Oberammergau).
Ab 1949 war Baumann erneut schriftstellerisch und übersetzerisch tätig. In den 1950er- und 1960er-Jahren wurde Baumann zum erfolgreichen Autor von Jugendromanen und -sachbüchern. In den 1970er- und 1980er-Jahren standen die Bearbeitungen klassischer Sagen und Legenden für Kinder sowie eigene Werke für Kinder im Vordergrund. Darüber hinaus schuf Baumann Kompositionen von Kindergedichten und -liedern.
Von seiner Rolle als Lieddichter im Nationalsozialismus distanzierte sich Baumann. Einige Literaturkritiker stellten seine Absage allerdings in Frage. Öffentliche Debatten löste die 1962 erfolgte Aberkennung des Gerhart-Hauptmann-Preises für das Jahr 1959 aus. Für das unter einem Pseudonym eingereichte Schauspiel Im Zeichen der Fische war Baumann von der Berliner Volksbühne ausgezeichnet worden. Nachdem Baumanns Urheberschaft bekannt geworden war, wurde ihm der Preis 1962 wieder entzogen.
Als Baumann 1966 vom Piper Verlag mit der Übersetzung von Gedichten der unter Stalin verfolgten russischen Dichterin Anna Achmatowa beauftragt wurde, kündigte die Schriftstellerin Ingeborg Bachmann aus Protest ihre Zusammenarbeit mit dem Verlag. Bachmann, die dem Verlag die Gedichte Achmatowas nahegelegt hatte, wollte somit dagegen auftreten, dass Baumann mit seiner nationalsozialistischen Vergangenheit gerade jene russische Dichterin ins Deutsche übersetzte, die gegen Totalitarismus schrieb.
In der Sowjetischen Besatzungszone und in der DDR wurden zahlreiche seiner Schriften auf die Liste der auszusondernden Literatur gesetzt.

## Geistige Einstellung
Bestimmende Themen seiner frühen Dichtung waren der soldatische Gehorsam, die Frontkameradschaft und der ehrenvolle Tod fürs Vaterland. Zu seinem ideologischen Kanon, der ihn zu einem nationalsozialistischen Dichter machte, gehörten die Expansion nach Osten und die Verherrlichung der Mütter als Garanten für die Erhaltung des Volkes.
Nach dem Krieg konzentrierte er sich auf parabelhafte Erzählungen historischer Ereignisse und die Konfrontation seiner Hauptfiguren mit Versuchung, Verführung und Zerstörung durch Macht und das Charisma realer Personen, wie in Ich zog mit Hannibal.

## „Es zittern die morschen Knochen“
Die Entstehung von Baumanns bekanntestem Lied, „Es zittern die morschen Knochen“, wurde von der Amberger Zeitung folgendermaßen dargestellt:

„Nach Auskunft von Frau Elisabeth Baumann entstand das Lied ,Es zittern die morschen Knochen‘ mit den berüchtigten Versen ‚Heute gehört uns Deutschland und morgen die ganze Welt‘ 1932 während einer Wallfahrt Hans Baumanns nach Neukirchen beim Heiligen Blut. Damals war er Mitglied im katholischen Bund ‚Neu Deutschland‘. Große Karriere machte dieser Text ab 1934 in den Organisationen der NSDAP. Er gehörte zu den Standardtexten der Hitler-Jugend und der SA und wurde zum Pflichtlied des Reichsarbeitsdienstes. Baumann selbst nutzte es aufgrund seiner einflussreichen, beruflichen Stellung in der Reichsjugendführung sehr effektiv.“

Bis heute ist umstritten, ob vor 1945 häufiger „heute, da hört …“ oder „heute gehört uns Deutschland, und morgen die ganze Welt“ gesungen wurde. In LTI – Notizbuch eines Philologen (1947) berichtet Victor Klemperer, er habe in einer Ausgabe von 1942/43 nach der Schlacht von Stalingrad überrascht die wie folgt abgeänderte Zeile gefunden: und heute, da hört uns Deutschland, und morgen die ganze Welt. Klemperer kommentiert: Das klang unschuldiger. Baumann selbst räumte 1956 ein, er habe, als das Lied „zum Ärgernis“ wurde,

„sofort in dem Satz ‚Denn heute gehört uns Deutschland und morgen die ganze Welt‘, das Wort ‚gehört‘, dem ein imperialistischer Sinn unterlegt werden konnte, durch die Fassung ‚hört uns Deutschland und morgen die ganze Welt‘ ersetzt, um keinen Zweifel daran zu lassen, wie das Lied von allem Anfang an gemeint war.“

Nach Hubertus Schendel, einem als Kind aus Deutschland ausgewanderten Kanadier, der sich aus Passion mit deutschem Liedgut beschäftigt und ein großes Archiv hat, ist in 68 Prozent der Liederbücher aus der Zeit 1933 bis 1945 in seinem Archiv „Heute da hört uns Deutschland, und morgen die ganze Welt“ zu lesen, worunter sich alle bei ihm vorhandenen Partei-, SA- und SS-Liederbücher befinden. Ohne Zweifel wurde in den Jahren des Dritten Reiches von vielen „Heute gehört uns Deutschland und morgen die ganze Welt“ gesungen und so steht es auch in den restlichen 32 Prozent seiner Liederbücher, die bis auf eines erst ab 1934 veröffentlicht wurden. In zwei Liederbüchern aus dem Jahre 1936, Pflichtlieder der HJ (SV158a) und Singen im NSKK (SV209), ist sogar eine zusätzliche Strophe samt abgewandeltem Kehrreim zu finden, welche eine Missdeutung eigentlich verhindern sollte: „Sie wollen das Lied nicht begreifen, / sie denken an Knechtschaft und Krieg, / derweil unsre Äcker reifen – / du Fahne der Freiheit, flieg! / Wir werden weitermarschieren, / wenn alles in Scherben fällt, / die Freiheit stand auf in Deutschland, / und morgen gehört ihr die Welt.“
Das Lied ist nach dem Recht Deutschlands anerkannt als ein nationalsozialistisches Kennzeichen im Sinne der Strafnorm Verwenden von Kennzeichen verfassungswidriger und terroristischer Organisationen (§ 86a StGB).

## Auszeichnungen und Ehrungen
- 1941: Dietrich-Eckart-Preis für das Gesamtwerk, gemeinsam mit dem nationalsozialistischen Literaturhistoriker Adolf Bartels
- 1956: Friedrich-Gerstäcker-Preis für Die Höhlen der großen Jäger
- 1959: Gerhart-Hauptmann-Preis (zurückgezogen 1962)
- 1968: Preis der New York Herald Tribune für das beste Jugendbuch
- 1972: Mildred L. Batchelder Award für Im Lande Ur

## Werke

### Lyrik
- Macht keinen Lärm, 1933
- Der helle Ton, o. J.
- Unser Trommelbube, 1934
- Trommel der Rebellen, Liederbuch, 1935
- Horch auf Kamerad, 1936
- Wir zünden das Feuer, 1936
- Kampf um die Karawanken, 1938
- Der helle Tag, o. J. (um 1938)
- (Hrsg.) Morgen marschieren wir. Liederbuch der deutschen Soldaten, 1939
- Atem einer Flöte, 1940
- Briefgedichte, 1941
- Der Wandler Krieg. Briefgedichte, 1942
- Die helle Flöte, 1948
- 3 × 13 kleine Fische, Sigbert Mohn Verlag, Gütersloh, 1964
- Reisepass, 1978/1985

### Dramen
- Rüdiger von Bechelaren
- Alexander
- Der Turm Nehaj, 1941
- Im Zeichen der Fische, 1960

### Kinder- und Jugendbücher
- Affengeplapper, 100 der schönsten Fabeln aus aller Welt
- Bombo zaubert anders
- Bergbauernweihnacht
- Brennende Quellen
- Buchstaben zu verkaufen
- Das Einhorn und der Löwe
- Das Everl und der Aff
- Das gekränkte Krokodil
- Das große Familienbuch für die Advents- und Weihnachtszeit
- Das heimliche Haus
- Das Karussell auf dem Dach
- Das Karussell zur weiten Welt
- Das Karussellgeheimnis
- Das Kind und die Tiere
- Das Liederboot
- Das Riesenrhinozeros (mit Reiner Stolte)
- Das Schaukelschaf
- Das Schiffschaukelschiff
- Der Bär und seine Brüder
- Der bekränzte Spiegel
- Der Drache von nebenan
- Der große Alexanderzug
- Der große Elefant und der kleine
- Der grüne Esel. Sieben alte Fabeln neu erzählt
- Der Junge aus dem Vogelnest
- Der Kindermond
- Der Löwe und die Maus
- Der Mutter zulieb
- Der rote Pull
- Der Schatz auf der Dracheninsel. Mit Illustrationen von Manfred Schlüter.
- Der Schimmel aus dem Bild
- Der Sohn des Columbus
- Der Weg zum Kap. Aus der Zeit Heinrichs des Seefahrers
- Der wunderbare Ball Kadalupp
- Der Zirkus ist da
- Die Barke der Brüder
- Die drei im blauen Luftballon
- Die Feuerwehr hilft immer
- Die Höhlen der großen Jäger
- Die Kinder und der große Drache
- Die Stadt der Tiere
- Die Welt der Pharaonen
- Dimitri und die falschen Zaren
- Drei Bären im Bärenhaus
- Drei Esel und ein Elefant
- Ein Brief nach Buxtehude
- Ein Fuchs fährt nach Amerika
- Ein Kompaß für das Löwenkind
- Ein Stern für alle
- Fenny
- Flügel für Ikaros
- Gold und Götter von Peru
- Hänschen in der Grube
- Hasenwettlauf, aber ehrlich
- Ich bin dabei
- Ich zog mit Hannibal
- Igel haben Vorfahrt Und 2 andere Geschichten
- Im Lande Ur
- In meinem Haus
- Kasperle hat viele Freunde
- Katzimir der Größte
- Kleine Schwester Schwalbe
- Kopfkissenbuch für Kinder. Mit Illustrationen von Amrei Fechner. Annette Betz Verlag, München 1972
- Krokodilvogel und Affenkind
- Löwentor und Labyrinth
- Mischa und seine Brüder
- Pony Purr macht große Sprünge. Mit Illustrationen von Manfred Schlüter. Arena Verlag, Würzburg 1985
- Penny
- Redleg. Der Piratenjunge im Schottenrock
- Schlafmützenbuch für Kinder. Mit Illustrationen von Amrei Fechner. Annette Betz Verlag, München 1974
- Schorschi der Drachentöter
- Steppensöhne
- Tina und Nina
- Und wer fährt vorn?
- Und wo wohnst Du?
- Vom goldnen Licht
- Vorstoß zum Pazifik
- Warum Fiffi Fiffi heißt
- Wer Flügel hat, kann fliegen
- Wer rettet Eirene?
- Wie kommt die Katze aufs Dach?
- Wie Tierkinder schlafen
- Wie Tierkinder spielen
- Wolkenreise für den König

### Übersetzungen
- Das Regenbogentor (Russische Kinderreime)
- Der Sonnenblumengarten (Russische Kinderreime)
- Ein Reigen um die Welt – Gedichte aus 75 Sprachen
- Gockelhahn und Hexenhaus (Russische Volksverse)
- Russische Gedichte
- Russische Lyrik

- Anna Achmatowa: Gedichte
- Fjodor M. Dostojewski: Der Großinquisitor
- Nikolai Dubow: Das Zelt am Meer
- Pawel W. Katajew: Der kleine Robinson
- Juri Korinetz:

- Das ganze Leben und ein Tag
- Der Mückensammler
- Dort, weit hinter dem Fluß
- In der Mitte der Welt
- Wolodjas Brüder

- Juri Kowal:

- Der Kartoffelhund
- Polarfuchs Napoleon III
- Wasja kauft den Hund im Sack
- Fünf Tauben und sechs Gauner

- Iwan Krylow:

- Das Kästchen
- Das Quartett
- Der Affenspiegel
- Der Machthaber
- Der Wißbegierige
- Fischsuppe bei Demjan
- Kleiner Weltspiegel
- Wasserfall und Quell

- Sergei Michalkow: Ein Autogramm vom Elefanten
- Gennadi Snegirjow: Die Polarfuchs-Insel
- Leo Tolstoi:

- Die Brüder des Zaren
- Die Osterkerze
- Drei Kranzkuchen und ein Kringel. Geschichten für Kinder
- Gottes Erde

- Wadim Netschajew: Pat und Pilagan